# گندری
گندری (انگلیسی: Gendry) یک شخصیت خیالی در مجموعه داستان‌های خیالی-حماسی ترانه یخ و آتش اثر نویسندهٔ آمریکایی جرج آر. آر. مارتین و اقتباس تلویزیونی آن بازی تاج‌وتخت است.
این شخصیت نخستین بار در رمان بازی تاج‌وتخت (۱۹۹۶) معرفی می‌شود و بعدها در نبرد پادشاهان (۱۹۹۸)، طوفان شمشیرها (۲۰۰۰) و ضیافتی برای کلاغ‌ها (۲۰۰۵) هم حضور می‌یابد. او یک شاگرد آهنگر در کینگزلندینگز و فرزند نامشروع و شناخته‌نشدهٔ رابرت براتیون است.
نقش این شخصیت خیالی را در مجموعهٔ تلویزیونی بازی تاج‌وتخت که محصول اچ‌بی‌او است، بازیگر بریتانیایی جو دمپسی ایفا می‌کنند. وی در سال ۲۰۱۴ میلادی، نامزدِ دریافتِ جایزه انجمن بازیگران فیلم برای بهترین ایفای نقش در یک سریال تلویزیونی درام شد.
شخصیت گندری و کارهایی که انجام می‌دهد، بیشتر از نگاهِ دیگران و از جمله آریا استارک و همچنین ند استارک و برین تارث مشاهده یا توصیف می‌شود و در رمان اصلی، یک شخصیتِ فرعی و پشت‌صحنه است. او یکی از ۴ فرزند زنده و واقعی رابرت براتیون (در کنار میا استورم، اِدریک استورم و بلا ریورز) است.

## ویژگی‌های کاراکتر
گندری در کینگزلندینگز زاده شد و یکی از ۱۶ فرزند نامشروع پادشاه رابرت براتیون است. او را بلندقد و عضلانی با چشمان آبی، موهای پُرپشت مشکی دقیقاً شبیه به پدرش و عمویش رنلی براتیون در جوانی‌شان توصیف نموده‌اند؛ به نحوی که یکبار برین تارث وی را با برای لحظاتی با رنلی براتیون اشتباه گرفت.
گندری هرگز نمی‌دانست که پدر واقعی‌اش کیست. مادرش در یک میخانه کار می‌کرد و هنگامی که وی خردسال بود، درگذشت. تنها چیزی که از مادرش به یاد دارد آن است که موهایی بلوند داشت. بعدها توبو مات یک استاد اسلحه‌دارباشی از سرزمین گوهور، مبلغی بیش از ۲ برابر مبلغ رایج از یک لُرد ناشناس دریافت داشت تا گندری را به عنوان شاگرد خود بپذیرد اما به محض دیدن جثه و هیکل گندری، بدون دریافت هیچگونه پولی و به‌طور مجانی او را پذیرفت. گندری نشان داد که یک شاگرد بااستعداد است. او مدتی طولانی را صرف صیقل دادنِ یک کلاه‌خود با نشان گاو نر کرد که برای خودش ساخته بود و به همین سبب، آریا استارک به او لقب «گاو نر» داده بود.